# Josef Mengele
Josef Mengele (16. března 1911 Günzburg, Německé císařství – 7. února 1979 Bertioga, Brazílie), také známý jako Anděl smrti (německy Todesengel), byl německý důstojník SS a lékař za druhé světové války. Známým se stal hlavně za svou činnost v koncentračním táboře Osvětim, kde prováděl morbidní a sadistické experimenty na vězních. Zároveň byl členem týmu lékařů, kteří si vybírali oběti, co mají být zabity v plynových komorách, a jedním z lékařů, kteří podávali plyn. Když jednotky Rudé armády vstoupily do Polska, byl Mengele 17. ledna 1945, deset dní před příjezdem sovětských sil do Osvětimi, převezen 280 kilometrů do koncentračního tábora Gross-Rosen.  

## Před válkou a během války
Narodil se v Günzburgu v Bavorsku jako nejstarší ze tří synů Karla Mengeleho (1881–1959), úspěšného továrníka, a jeho ženy Wilmy (zemřela 1946). Měl dva mladší bratry Karla (1912–1949) a Aloise (1914–1974).
Firma jeho otce byla ve 20. letech třetím největším výrobcem mlátiček v Německu; od roku 1949 společnost nesla název Karl Mengele & Sons. V roce 1932 společnost Mengele zpřístupnila svoji továrnu Adolfu Hitlerovi k vystoupení před volební kampaní.
Roku 1926 byla Josefu Mengelemu diagnostikována osteomyelitida, bakteriální infekce kosti a kostní dřeně, která způsobuje zánět a může vést ke snížení prokrvování kosti. Studoval medicínu a antropologii na Mnichovské univerzitě, Vídeňské universitě a Bonnské universitě. V Mnichově získal titul doktor filozofie za diplomovou práci z roku 1935 o rasově morfologických rozdílech ve struktuře spodní čelisti u čtyř rasových skupin, pod dohledem profesora Theodora Mollisona. Po svých zkouškách odešel do Frankfurtu, kde pracoval jako asistent Otmara von Verschüera na Frankfurtském univerzitním institutu dědičné biologie a rasové hygieny. V roce 1938 získal titul doktor medicíny za diplomovou práci nazvanou „Rodinný výzkum rozštěpu horního rtu, horního patra a dásně “.
V březnu 1931, ve věku 20 let, vstoupil do Stahlhelm, Bund der Frontsoldaten (Ocelová helma, Svaz frontových vojáků). Tato organizace byla včleněna do SA roku 1939, ale vystoupil z ní krátce poté, kvůli zdravotním potížím. O členství v Nacistickém spolku zažádal roku 1937 a už v roce 1939 vstoupil do SS. Roku 1939 se oženil s Irenou Schoenbeinovou. Od roku 1938 do roku 1939 sloužil půl roku u speciálně cvičeného pluku Gebirgsjäger (Horských jednotek). Roku 1940 byl přeložen do záložního doktorského sboru a poté sloužil v jednotce Waffen-SS, v páté tankové Waffen-SS divizi Wiking, složené převážně ze Skandinávců (Norů, Dánů ale i Švédů) pod velením ostřílených německých důstojníků, kteří už měli bojové zkušenosti ze západní fronty Wiking. V roce 1942 utrpěl zranění na ruské frontě, kam se původně dobrovolně hlásil jako vojenský lékař. Byl prohlášen za neschopného boje a povýšen na hauptsturmführera (kapitána). Byl demobilizován a vrátil se do Berlína, kde se setkal s profesorem Verschuerem. Ten se ho zeptal, zda by se nechtěl stát s dvěma doktoráty i profesorem. Kdo by nechtěl, odpověděl Mengele. V Osvětimi budete mít spoustu lidského materiálu k habilitaci. Mengeleho "vědecká kariéra" dostala v Osvětimi zásadní obrat.
Na východní frontě, byl jako vojenský lékař za necelý rok hned dvakrát vyznamenán Železným křížem prvního řádu a Železným křížem druhého řádu za statečnost v boji (Tapferkeit). Jeho Železný kříž první třídy byl udělen za SS-OStuf. Pod nepřátelskou palbou zachránil dva členy posádky z hořícího tanku, čímž zachránil jejich životy. Mezi jeho další vojenská ocenění patří Medaile za zranění a Medaile za péči o německý národ.

## Osvětim

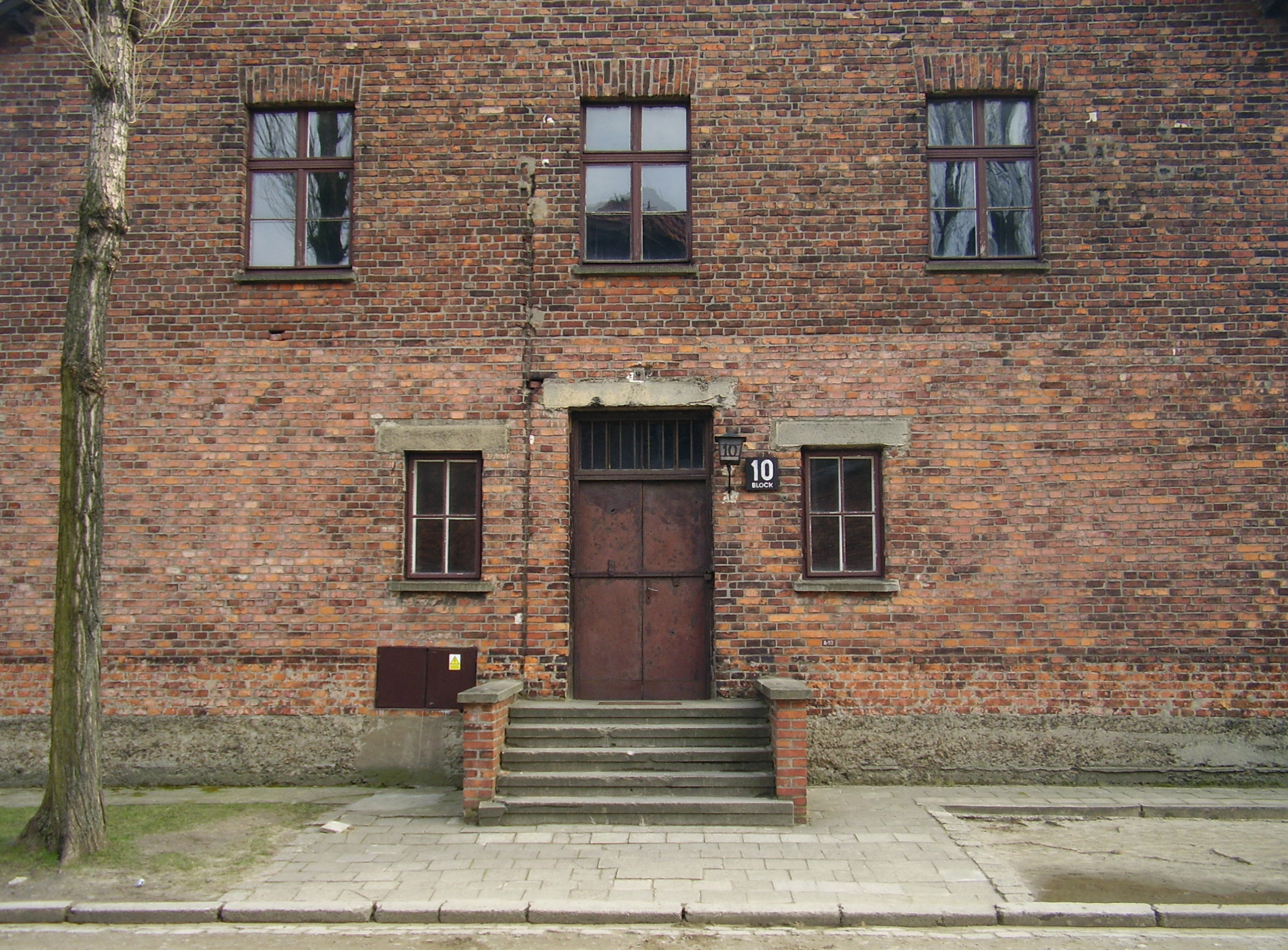
Blok 10: Místo lékařských experimentů v Osvětimi

Jeho dalším působištěm byla Osvětim, kde vystřídal jiného doktora, který onemocněl. 24. května 1943 se stal vedoucím doktorem v úseku BIIe (romský tábor) koncentračního tábora Osvětim Březinka Auschwitz-Birkenau. V srpnu 1944 byl tento táborový úsek zlikvidován a všichni zajatci zplynováni. Následovně se stal nejvýše postaveným lékařem hlavního tábora v Birkenau. Nebyl nejvyšším lékařem Auschwitzu, jeho nadřízeným byl SS-Standortarzt (pevnostní lékař) Eduard Wirths.  
Díky jednadvaceti měsícům "vědecké stáže" v Osvětimi si Mengele vysloužil přezdívku „Anděl smrti“. Běžně působil i v lékařské delegaci, která kontrolovala přicházející vězně a rozhodovala, kteří jsou vhodní pro práci a experimenty a kteří budou neprodleně posláni do plynové komory.
Mengele dostal zadání zabývat se možnostmi, jak uměle zvýšit pravděpodobnost, aby Němky rodily dvojčata, případně vícerčata. Už na začátku druhé světové války bylo totiž Hitlerovi a jeho poradcům jasné, že i těhotenství německé ženy trvá stejně dlouho jako těhotenství každé ženy devět měsíců, a že záhy nebude mít dostatek kvalifikovaného personálu k plánovanému globálnímu rozšíření nacistické právní subjektivity. Od roku 1943 byla dvojčata selektována a umisťována do speciálních budov s mírnějším režimem. Většina dětí vybraných na experimenty byli Židé a Romové držení v Auschwitzu. Z 1500 případů přežilo kolem 100 . Nejméně jednou se pokusil uměle spojit dvojčata sešitím jejich tepen dohromady. Tento pokus se nezdařil a způsobil vážné zanícení rukou obou dětí. Mezi jeho další údajné experimenty patřilo ponořování lidí do kotlů s vařící vodou, aby zjistil, jak vysokou teplotu může lidské tělo snést, než se uvaří. Údajně také zkoumal, jak dlouho přežije novorozeně bez potravy. Vězni, kteří experimenty přežili, byli krátce potom zavražděni a podrobeni pitvě. Někteří byli pitváni bez narkózy, při plném vědomí.
Mengele měl morbidní zájem o dvojčata trpasličího vzrůstu. Narazil na liliputánskou hereckou společnost, ve které 7 z 10 členů byli trpaslíci. Nazýval je „Moje trpasličí rodinka“ a často na nich prováděl své experimenty. Byl doslova fascinován jejich tělesnou strukturou, trpasličími končetinami rostoucími z trupu normálně urostlého jedince.
Osvětimský vězeň Alex Dekel řekl: „Nikdy jsem nepřijal fakt, že sám Mengele věřil, že dělal skutečný vědecký výzkum. Ne proto, jak nedbale výzkum prováděl. On si jen sadisticky vychutnával moc. Mengele provozoval lidská jatka. Větší operace byly prováděny bez umrtvení. Jednou jsem byl svědkem operace žaludku, kdy Mengele odstraňoval celé kusy žaludku bez umrtvení. Jindy to bylo srdce, které bylo vyoperováno, opět bez umrtvení. Bylo to strašné. Mengele byl doktor, který se zbláznil kvůli moci, kterou mu systém svěřil. Nikdo se ho nikdy nezeptal: 'Proč tenhle pacient zemřel?' 'A proč tenhle?' Mengele nemocné nepočítal. Tvrdil, že dělá to, co dělá, ve jménu vědy, ale bylo to z jeho strany šílenství.“ 

## Po válce

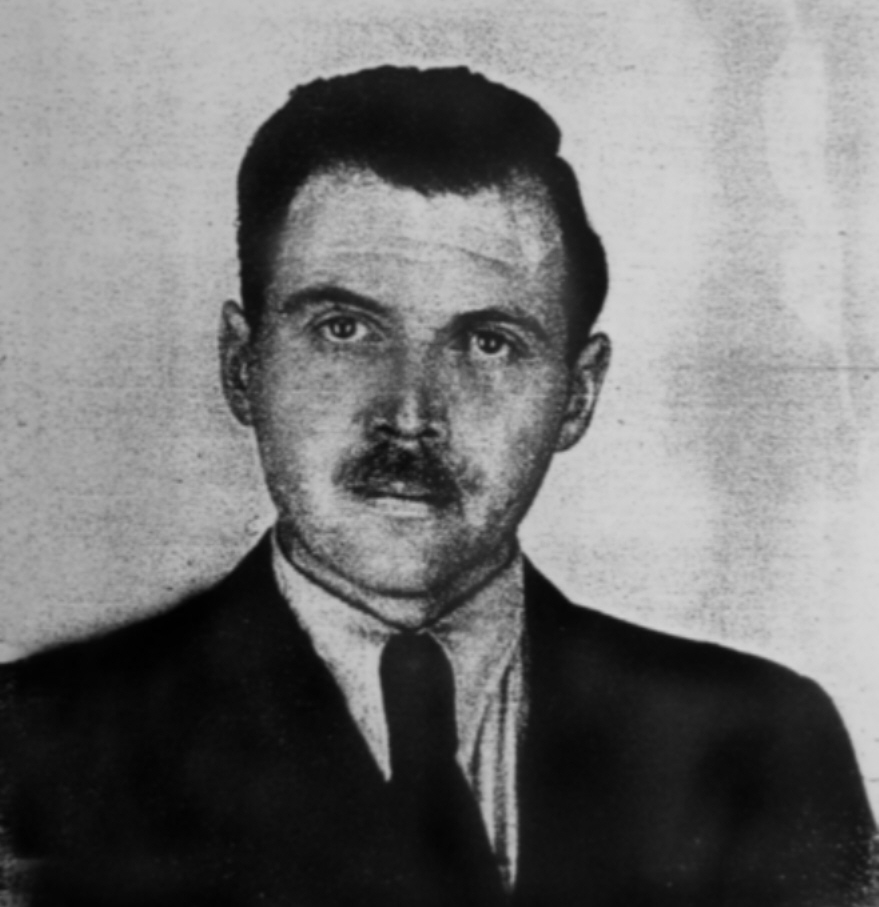
Fotografie z roku 1956, použitá na dokladech, které Mengele používal v Argentině, kde žil mnoho let pod falešnou identitou

Auschwitz opustil a odešel do koncentračního tábora Gross-Rosen, kde prováděl pokusy na zajatých sovětských vojácích. Snažil se vyvinout vakcínu proti nemocem jako byl například skvrnitý tyfus. V dubnu 1945 uprchl na západ Evropy jako řadový německý voják. Byl zadržen jako válečný zajatec a vězněn nedaleko Norimberku. Ačkoliv byl v zajateckém táboře evidován pod svým skutečným jménem, spojenci neměli ani potuchy, s kým mají tu čest, o koho se v tomto případě jedná, a nakonec ho propustili. K tomu mu velkou měrou pomohl fakt, že si nenechal v podpaží vytetovat krevní skupinu (což byla pro příslušníky SS povinnost; po válce pak bylo díky tomuto tetování možno příslušníky SS snadno odhalit). V táboře pomohl Mengelemu získat novou totožnost doktor Fritz Ulmann, který mu dal osobní doklady na své jméno, které byly posléze padělané na jméno Fritz Hollmann. Po opuštění tábora se zkontaktoval se svým známým lékárníkem Millerem, který se stal spojkou mezi ním a Mengeleho rodinou. Poté se skrýval jako nádeník na zemědělské farmě v Rosenheimu v Horním Bavorsku. Jeho rodina byla přesvědčena o jeho nevině a často jej navštěvovala. Rodinní příslušníci mu také pomohli sehnat falešné cestovní doklady na jméno Ludwig Gregor a zaplatili mu jízdenku na lodi do Jižní Ameriky. Dne 20. června 1949 vyplul na lodi North King z Janova do Argentiny, kde nalezla útočiště spousta dalších nacistických důstojníků. S manželkou Irenou se nakonec rozvedl a v roce 1958 si vzal Martu, vdovu po svém bratrovi. Ona i její syn se přestěhovali také do Argentiny, kde se na čas k němu připojili, ale po několika letech se vrátili do Evropy.
Po smrti otce převzal rodinnou firmu jeho bratr Alois Mengele. Prosperovala i po válce: vyráběla zemědělské stroje, bagry či rypadla a byla jedním z předních světových výrobců krmných a senážních vozů. O Josefa Mengeleho se tak rodina finančně postarala. V 50. letech pracoval v prosperující farmaceutické společnosti. Po tomto krátkém období žil spíše skrovně. Roku 1959 ho objevili lovci nacistů, načež po varování uprchl do Altosu v Paraguayi. Marta se nikdy nesmířila s novým životem a opustila ho. Později se přesunul o něco jižněji do paraguayského Hohenau a od konce 60. let žil nedaleko São Paula v Brazílii až do své smrti roku 1979, kdy dostal při plavání v moři infarkt a utopil se poblíž plážového města Bertioga, nedaleko brazilského Embu, ve státě São Paulo.
Přes usilovnou mezinárodní snahu se nikdy nepodařilo ho zatknout. Mengele žil celých 35 let na útěku s padělanými doklady. Dopadení a únos Adolfa Eichmanna izraelským Mossadem, jeho odsouzení a poprava v Izraeli mu nahnaly strach a nutily ho často střídat bydliště. Mosad ho měl určitou dobu na mušce. Izrael se ale rozhodl, vzhledem k tehdejšímu trendu navazování přátelských vztahů se státy Jižní Ameriky[zdroj?], hledat nepřátele "blíže k domovu"[zdroj?].  Tělesné pozůstatky Dr. Mengeleho objevili lovci nacistů až 6. června 1985, následně byla jeho totožnost roku 1992 identifikována pomocí DNA testů.

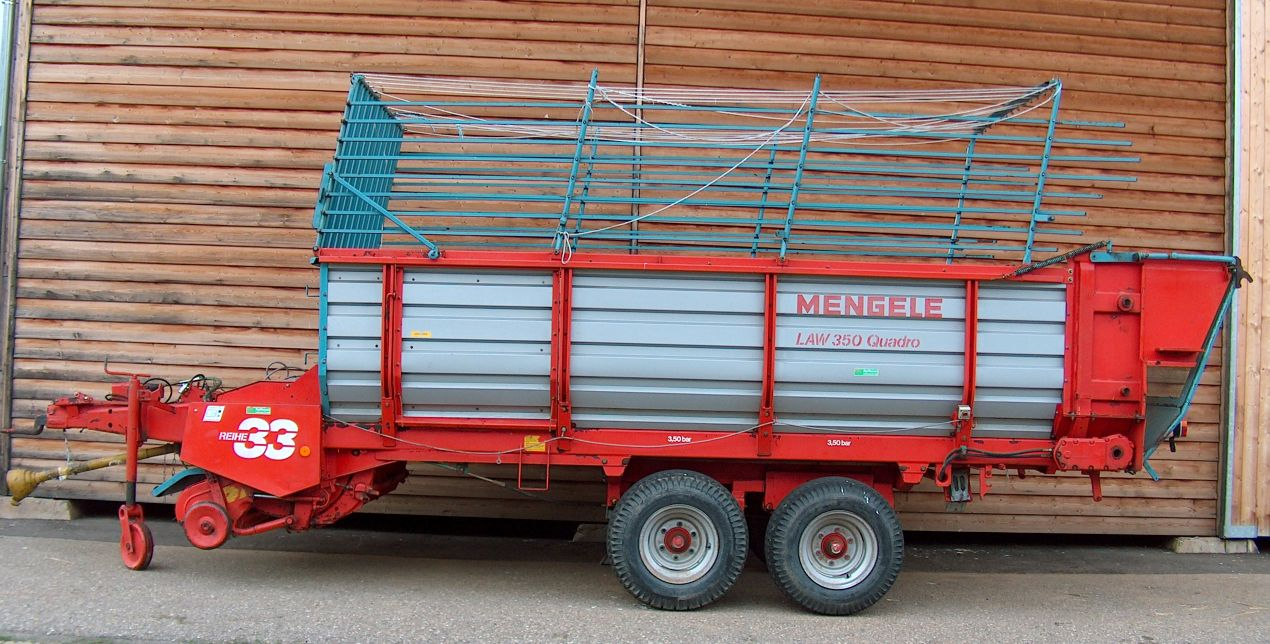
Jeden z novějších výrobků firmy Mengele